# Liste der Preisträger des Impulse Theater Festival
Beim Theaterfestival Impulse wurden zwischen 1990 und 2011 von wechselnden Fachjurys Preise für die beste Produktion der deutschsprachigen freien Theaterszene vergeben. 
Die Preisjury vergab außerdem den Preis des Goethe-Instituts, der den Preisträger-Produktionen Gastspiele im Ausland ermöglichen sollte. 2011 wurde erstmals der Dietmar N. Schmidt-Preis für die beste künstlerische Einzelleistung in Gedenken an den Festivalgründer und früheren Direktor des NRW Kultursekretariat in Wuppertal, Dietmar N. Schmidt vergeben. Der Preis war mit 1500 € dotiert.
Das Archiv auf der Webseite des Festivals listet alle eingeladenen Produktionen und Preisträger.
Bei den Festivals 1991, 1995 und 2005 wurden keine Preise vergeben.

## Preisträger
1990
- Was auch immer dieser Mund spricht. Lautlinie, Ost-Berlin,R.: Amina Gusner

1992
- Keiner ist der, der er sein wollte, als er es war , statt-theater Fassungslos, Dresden; R.: Frank Schubert
- Stummvögel, Teatret Cantabile 2, Vordingborg; R.: N. Facchini

1996
- Die Verschwörung der Idioten, Theaterhaus Jena/Theater Mahagoni, Hildesheim; R.: Albrecht Hirche

1997
- Wladimir Majakowski Tragödie, Theater 89, Berlin; R.: Gabriele Heinz
- Vodka konkav, Helena Waldmann, Frankfurt am Main<; R.: Helena Waldmann

1998
- Forever Godard, Off Off Bühne, Zürich; R.: Igor Bauersima

1999
- Bambifikation, Mass & Fieber, Zürich; R.: Niklaus Helbling

2000
- Sitzen in Hamburg, Laborlavache, Hamburg; R.: Christiane Pohle
- Everest 96 – The Summit; Schauplatz International, Biel; R.: Albert Liebl

2001
- Die Schaukel, Junges Theater Basel; R.: Sebastian Nübling
- I Hired a Contract Killer, Metropol-Theater, München; R.: Gil Mehmert

2002
- Shooting Bourbai – Ein Knnabenschiessen, Luzerner Theater/Mousonturm, Frankfurt am Main/Neues Cinema, Hamburg/Sophiensaele, Berlin; R.: Rimini Protokoll (Helgard Haug, Stefan Kaegi, Daniel Wetzel)

2003/4
- Café Dutschke, Lubricat theatre company/Sophiensaele, Berlin; R.: Dirk Cieslak
- Margot & Hannelore, Theaterhaus Jena; R.: Christian von Treskow

2007
- 10 Stücke in 11 Tagen, Das Helmi, Berlin, Konzept: Florian Loycke, Felix Loycke, Brian Morrow, Emir Tebatebai
- Der Räuber Hotzenplotz, Showcase Beat Le Mot/Theater an der Parkaue, Berlin/Forum Freies Theater Düsseldorf; Konzept: Showcase Beat Le Mot
- While we werre holding it together; LISA, Amsterdam/Sophiensaele, Berlin/Productiehuis Rotterdam und Rotterdamse Schouwburg/Dubbelspel (30CC & STUK, Leuven); Konzept, Regie, Choreografie: Ivana Müller

2009
- F wie Fälschung, Boris Nikitin/Festival Plateaux, Mousonturm, Frankfurt am Main; R.: Boris Nikitin
- Woyzeck, Boris Nikitin/Institut für Angewandte Theaterwissenschaft, Gießen; R.: Boris Nikitin
- Othello c'est qui?, Gintersdorfer/Klaßen/Kampnagel Hamburg/Forum Freies Theater Düsseldorf; Konzept: Monika Gintersdorfer, Knut Klaßen
- Saving the world, Gob Squad/Hebbel am Ufer, Berlin/Kampnagel Hamburg/zeitraumexit e.V. Mannheim/Wiener Festwochen; Konzept: Gob Squad und Martin Clausen, Sharon Smith, Laura Tonke

2011
- The Host, wpzimmer, Antwerpen/buda, Kortrijk/PACT Zollverein, Essen/Hebbel am Ufer, Berlin/Choreografisches Zentrum NRW; Konzept, Choreografie: Andros Zins-Browne

- Cry me a river, Anna Mendelssohn/Tanzquartier Wien; Konzept: Anna Mendelssohn
- Conte d'amour, Institutet&Nya Rampen/studiobühneköln/Ballhaus Ost, Berlin/Baltic Circle Festival/Inkonst; Regie: Markus Öhrn
- Testament, She She Pop/Hebbel am Ufer, Berlin/Kampnagel Hamburg/Forum Freies Theater Düsseldorf; Konzept: She She Pop